# Atomic Kitten
Atomic Kitten var en engelsk popgrupp bildad i Liverpool 1998. Den ursprungliga trion, sammansatt av grundaren och låtskrivaren Andy McCluskey, bestod av Liz McClarnon, Kerry Katona och Heidi Range. Range lämnade gruppen det följande året och blev senare känd som medlem i Sugababes. Hon ersattes av Natasha Hamilton och med den nya uppsättningen släppte de sitt debutalbum Right Now i oktober 2000. Albumets framgångar var till en början begränsade men när nyutgåvan släpptes året därpå nådde det första plats i Storbritannien, mycket tack vare hitsingeln "Whole Again". Singlarna "Whole Again" och "Eternal Flame", en The Bangles-cover, toppade UK Singles Chart.
Inför gruppens andra album, Feels So Good (2002), lämnade Katona gruppen på grund av sin graviditet och ersattes av Jenny Frost. Feels So Good blev också en kommersiell framgång och den nya trion fick en hit med sin tolkning av The Paragons "The Tide Is High". De gav ut sitt tredje album Ladies Night 2003 och samlingsskivan Greatest Hits 2004. Efter Ladies Night-turnén gjorde gruppen ett längre uppehåll.
Efter några sporadiska framträdanden under 2006 och 2008 återförenades Atomic Kitten med McClarnon, Hamilton och Katona 2012 i samband med tv-serien The Big Reunion, där även B*Witched, Five, Liberty X, Honeyz och 911 medverkade.

## Historia

### 1998–2001: Bildandet,Right Nowoch Katonas avhopp
Atomic Kitten kom till 1998 av den brittiska musikern Andy McCluskey, vars framgångsrika new wave-grupp Orchestral Manoeuvres in the Dark (OMD) hade upplösts två år tidigare och som fortsatte vara inaktiva fram till 2006. McCluskey berättade vid BBC Breakfast 2010: "Jag lämnade musikindustrin helt motvilligt när det kom till att uppträda, för när indierock och britpop kulminerade var [OMD] totalt omoderna. Jag var inbilsk nog att tro att jag fortfarande kunde skriva låtar [och bildade Atomic Kitten]." Han har sagt att Karl Bartos från Kraftwerk föreslog för honom att han skulle starta ett nytt band som en grund för sina låtar efter OMD:s upplösning. McCluskey, som också kom från Merseyside, var huvudsaklig låtskrivare på Atomic Kittens studioinspelningar under sena 1990-talet och tidiga 2000-talet. Originaluppsättningen bestod av Liz McClarnon, Kerry Katona och Heidi Range. Range lämnade dock gruppen det följande året för att hon hellre ville sjunga R&B och blev senare medlem i Sugababes. Hon ersattes snabbt av Natasha Hamilton.

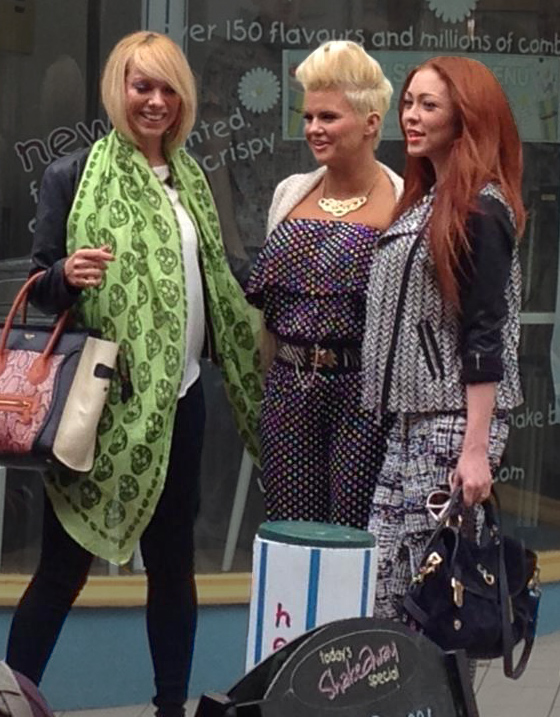
Atomic Kitten i Bournemouth 2013.

Gruppens debutsingel, "Right Now", släpptes i november 1999 och nådde 10:e plats på UK Singles Chart. Deras andra singel, "See Ya", följde i mars 2000 och blev en ännu större succé med en sjätteplats på listan. Därefter begav sig Atomic Kitten ut på turné i Asien där de fick sin första listetta med låten "Cradle". Albumet, som också fick titeln Right Now, utgavs först i Japan den 16 mars 2000 och senare i Storbritannien den 23 oktober 2000 efter att ytterligare två singlar hade släppts: "I Want Your Love" och "Follow Me". Samma år spelade de även in en cover på "The Loco-Motion" till filmen Thomas and the Magic Railroad. Albumets listframgångar var från början begränsade; det låg som bäst som nummer 39 på UK Albums Chart. Det fanns inte några planer på att marknadsföra Atomic Kitten globalt och gruppens skivbolag, Innocent Records, övervägde till och med att säga upp dem på grund av deras begränsade framgångar. Skivbolaget gick dock med på att låta dem ge ut en till singel från albumet. Den singeln, "Whole Again", blev deras första listetta i Storbritannien och behöll förstaplatsen i fyra sammanhängande veckor. På grund av denna succé släpptes "Whole Again" även internationellt och toppade listorna i 18 andra länder, inklusive sex veckor i Tyskland och Nya Zeeland och 27 veckor som nummer ett i Moldavien. Kerry Katona medverkade i låten och videon till "Whole Again" och sjöng även på låtarna "Hippy", "Get Real", "Strangers" och "Turn Me On", men lämnade gruppen flera dagar innan singeln gavs ut på grund av sin graviditet Den före detta Precious-sångerskan Jenny Frost tog hennes plats i trion och en ny version av singelns musikvideo spelades in; det gjordes även en video för den amerikanska marknaden. Deras fjärde singel var "Follow Me". Bytet mellan Katona och Frost ledde till beslutet att delvis spela in och släppa albumet Right Now på nytt. Nyutgåvan toppade UK Albums Chart i augusti 2000 och sålde platina två gånger. Det nådde även topp 10 i flera europeiska länder, däribland Tyskland och Danmark.
Den nya versionen av Right Now innehöll tre helt nya låtar; "Eternal Flame", "You Are" och "Tomorrow & Tonight". Som nästa singel valdes "Eternal Flame", en cover på The Bangles hit från 1989, vilken blev deras andra singeletta i Storbritannien och Nya Zeeland, och var med i filmen The Parole Officer. I slutet av 2001 meddelade bandet att de skulle ge ut en sista singel från albumet, "You Are". En video spelades in och promosinglar skickades ut till olika radiostationer men lanseringen avbröts och fick aldrig någon kommersiell utgivning. Samma år återfanns låten "Right Now" i Konamis arkadspel Dance Dance Revolution 5th MIX.

### 2002–2003: Tredje banduppsättningen,Feels So Goodoch internationellt genombrott
Efter framgångarna med Right Now spelades ett nytt album in, Feels So Good. Att låtskrivandet och produktionen styrdes på Andy McCluskeys villkor var något som skapade dålig stämning inom gruppen och McCluskey avgick halvvägs in i inspelningen. Albumet producerades av Hugh Goldsmith och släpptes den 9 september 2002. Den första singeln, "It's OK", nådde tredje plats i Storbritannien. Den andra singeln var "The Tide Is High (Get the Feeling)", en remake på The Paragonss låt från 1965 som Blondie tolkade 1980, vilken blev gruppens tredje singeletta i Storbritannien och Nya Zeeland.

## Medlemmar
Nuvarande medlemmar
- Liz McClarnon (1998–2004, 2012–)
- Kerry Katona (1998–2001, 2012–)
- Natasha Hamilton (1999–2004, 2012–)

Tidigare medlemmar
- Heidi Range (1998–1999)
- Jenny Frost (2001–2004)

## Diskografi

### Studioalbum
- Right Now (2000)
- Feels So Good (2002)
- Ladies Night (2003)

### Samlingsalbum
- Atomic Kitten (2003)
- Greatest Hits (2004)
- The Collection (2005)

### Singlar
- Right Now (1999)
- See Ya (2000)
- I Want Your Love (2000)
- Follow Me (2000)
- Whole Again (2001)
- Eternal Flame (2001)
- You Are (2002)
- It's OK! (2002)
- The Tide Is High (Get The Feeling) (2002)
- The Last Goodbye (2002)
- Be with You (2002)
- Love Doesn't Have To Hurt (2003)
- If You Come To Me (2003)
- Ladies Night (2003)
- Someone Like Me/Right Now 2004 (2004)
- Cradle (2005)
- All Together Now (2006)
- Anyone who had a heart (Liverpool No 1 Project) (2008)